# غزو غودش (1551)
غزو غودش جرى في يوليو عام 1551، من قبل الدولة العثمانية ضد جزيرة غودش تبعتها محاولة فاشلة للاستيلاء على جزيرة مالطا القريبة في 18 يوليو 1551. تبع ذلك حملة ناجحة بفتح طرابلس في 15 غشت 1551 من طرف الأميرال سنان باشا.

## الهجوم

جزيرة غودش (الأحمر) بالقرب من مالطا.

### مالطا
قائد الأسطول العثماني كان سنان باشا، يرافقه صالح ريس ودرغوث رئيس. هبط العثمانيون في البداية في مالطا في مارسامكسيت بقوة من 10.000 جندي تقدمت إلى بيرجو وحصن سانت أنجيلو، لكنهم أدركوا أنه كان محصن بشكل جيد بحيث لا يمكن التغلب عليها بسهولة.
ولذلك حوّل العثمانيين انتباههم إلى مدينا. وفي الوقت نفسه كان فرسان المعبد في مدينا تحت قيادة نيكولاس دي فيلجنيون الذي طلب من الناس الذين يعيشون في القرى اللجوء في المدينة والمساعدة في الدفاع عنها. عندما وصل العثمانيون اكتشفوا حامية كبيرة تدافع عن المدينة لذلك قرروا عدم مهاجمة المدينة لأنهم لا يريدون خوض حصار طويل. وفي الوقت نفسه، هاجم أسطول الإغاثة السفن العثمانية الراسية في مارسامكست.

### غودش
ثم قرر العثمانيون مهاجمة غودش التي كان تحت قيادة الحاكم جيلاتين دي سيسه. بعد بضعة أيام من القصف، دي سيسه حاول التفاوض مع سنان باشا، غير أن هذا الأخير رفض هذه الشروط. وبعد بضعة أيام استسلم القلعة. هرب حوالي 300 شخص من القلعة عبر تسلق جدرانها واختبأوا من العثمانيين. أما الأشخاص الستة آلاف الآخرين، بمن فيهم الحاكم دي سيسه وفرسان المعبد، فقد تم أسرهم وانتهى بهم المطاف في العبودية، حيث تم الإبحار إلى طرابلس في 30 يوليو. لم يترك العثمانيون إلا راهب وأربعين من كبار السن.

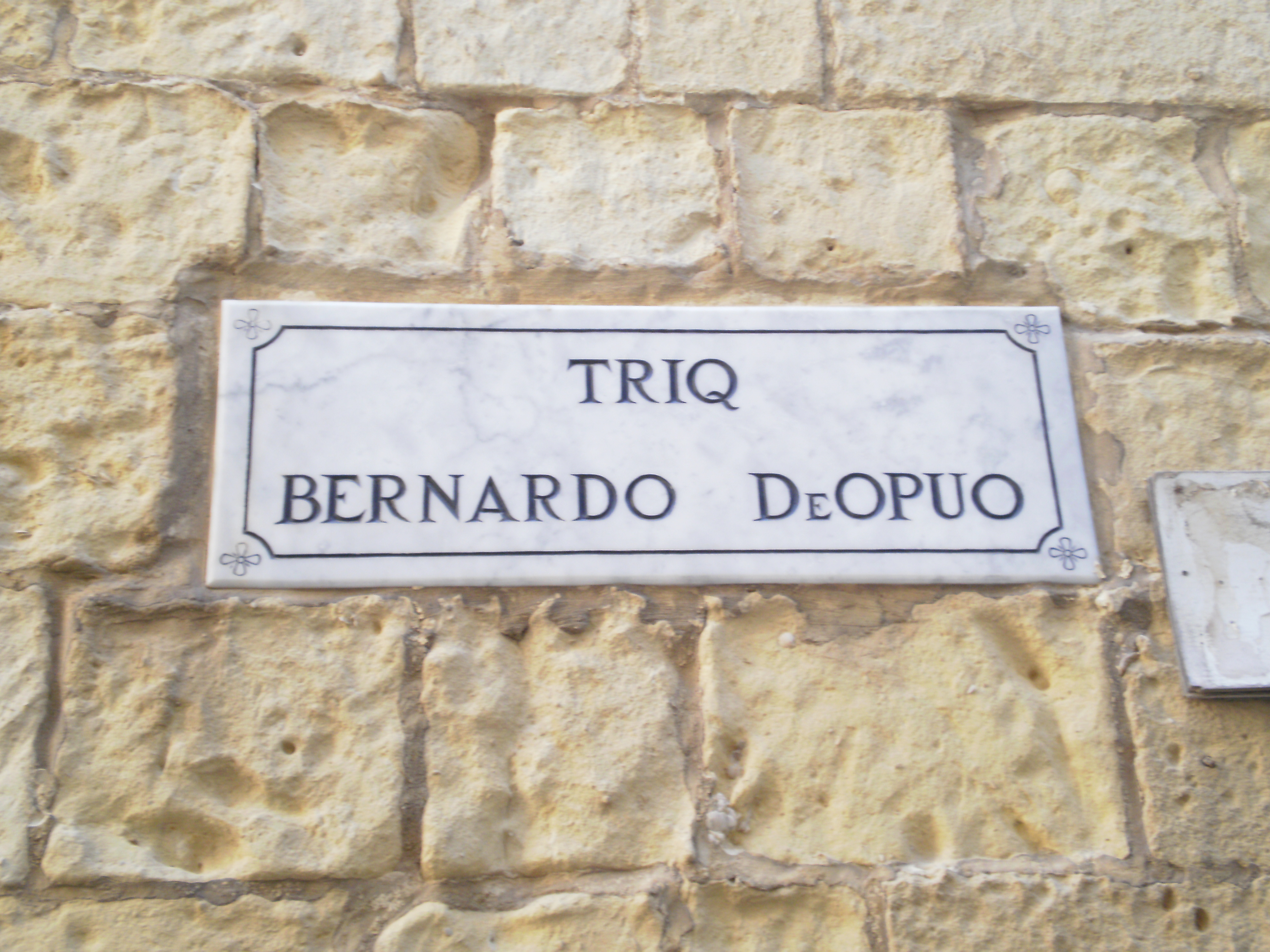
شارع في القلعة سُمي برناردو دوبو.

وفقا للأسطورة، واحدة من المدافعين عن القلعة اسمه برناردو دوبو (المعروف أيضا باسم برناردو دا فونتي أو دي اوبو) قاتل بشجاعة عندما خرق العثمانيين جدران المدينة وقتلوا زوجته وابنتيه مفضلا الموت على العبودية قبل أن يتم قتله هو نفسه من قبل القوات الغازية. شارع في القلعة سمي له خارج منزله يكمن لوحة في ذكرى وفاته.

## العواقب
نظرًا لأن القليل من المسيحيين ظلوا في غودش، فقد شجع فرسان الإسبتارية العائلات من مالطا على إعادة إسكان الجزيرة. ومع ذلك فقد استغرق الأمر حوالي 150 عامًا للوصول إلى مستويات ما قبل 1551. تمكن عدد قليل من الغودش من استرداد أنفسهم من العبودية، مثل القس البارز لورينزو دي أبابيس، الذي عاد إلى غودش في 1554.
في أعقاب الهجوم، أنشأ الأمر لجنة تتكون من ليون ستروزي وبيترو باردو، اللذين كانا مهندسين، لفحص تحصينات الجزر المالطية وتقديم اقتراحات لمزيد من التحسينات. السيد الأكبر، خوان دي هومديس
قام بزيادة الضرائب وتعزيز حراس الساحلية، وميليشيا الديجما. بعد لجنة ستروزي وباردو، تم بناء حصن القديس مايكل وحصن القديس إلمو بشكل أفضل في الدفاع عن الميناء الكبير. تم تعزيز الحصون في مدينا وبيرجو، وتم بناء تحصينات سنجليا.
كان الفشل في الاستيلاء على جميع الجزر المالطية أحد أسباب الحصار الكبير لمالطا في عام 1565. وقد وقع هجومان آخران غير ناجحين على غودش في عامي 1613 و1709.
أثناء غزو غودش، تم تدمير محفوظات الجامعة من قبل العثمانيين. السجلات الوحيدة المتبقية قبل عام 1551 المتعلقة بـغودش هي بعض المستندات في محفوظات التوثيق وكذلك بعض السجلات في محفوظات باليرمو، صقلية

## تراث
تم إعادة إصدار من قبل طلاب الصف الخامس من مدرسة سان أندريا في عام 1997، وصدر مقطع فيديو بعنوان حكاية لمدينة غودش. لعب الطلاب أدوار الغزاة الأتراك، فرسان المعبد، أو الفلاحين المالطيين، وتم التصوير على المركب الشراعي تشارلوت لويز.
وأنتجت منظمة Din l-Art Ħelwa (الصندوق الوطني لمالطا) رواية موسيقية عن الغزو في معقل القديس ميخائيل في القلعة في 31 يوليو 2009. وتركز هذا على أسطورة دون برناردو دي أوبو.
في عام 2013 ، تم إنشاء نصب تذكاري للحصار في حدائق فيلا روندل في فيكتوريا ، غودش.
يظهر حصار غودش في كتاب الصليب الثماني المدبب (Eight Pointed Cross) (2011) للكاتبة مارتيز فينيتش، وهو جزء من سلسلتها الخيالية التاريخية في مالطا.
يظهر غزو جوزو بشكل بارز في كتاب الفرسان غير المنضبطين (The Disorderly Knights) (1966) للكاتب دوروثي دونيت، جزء من سلسلتها الخيالية سجلات الليمون (Lymond Chronicles).